# Indlægsseddel
En indlægsseddel er et dokument, der følger med et lægemiddel. Formålet er at informere brugeren af lægemidlet om, hvordan denne bruger lægemidlet korrekt (eksempelvis, om det skal spises, om det er en stikpille, et plaster, eller om det skal inhaleres), dosis, hvornår man ikke må bruge produktet og hvilke bivirkninger der er. Der orienteres desuden om produktets indholdsstoffer og hvordan produktet skal opbevares. Det er producenten af lægemidlet, der skriver indlægssedlen, så den passer sammen med det tilhørende produktresume. Såfremt det er relevant, oplyses også om, hvilke aldersgruppe(r), produktet er beregnet til. Det kan også fremgå, om det kan bruges i forbindelse med graviditet og amning.